# The Hunger Games: The Ballad of Songbirds and Snakes
The Hunger Games: The Ballad of Songbirds and Snakes (bra: Jogos Vorazes - A Cantiga dos Pássaros e das Serpentes; prt: The Hunger Games: A Balada dos Pássaros e das Serpentes) é um filme de ação e ficção científica americano dirigido por Francis Lawrence a partir de um roteiro de Michael Arndt, baseado no romance The Ballad of Songbirds and Snakes de 2020 de Suzanne Collins. O filme é uma prequência da série de filmes Jogos Vorazes, e foi produzido por Nina Jacobson e Brad Simpson.
O filme foi lançado nos Estados Unidos em 17 de Novembro de 2023, sendo um sucesso de público e recebeu críticas variadas.

## Elenco
- Tom Blyth como Coriolanus Snow: Um estudante da Academia da Capital que se torna mentor da tributa do Distrito 12 no 10ª edição dos Jogos Vorazes. Na trilogia original ele é Presidente de Panem.
- Rachel Zegler como Lucy Gray Baird: Uma cantora que se tornou tributa do Distrito 12.
- Josh Andres Rivera como Sejanus Plinth: Um amigo próximo de Snow e o mentor de um tributo do Distrito 2.
- Hunter Schafer como Tigris Snow: A prima e confidente de Coriolanus, que o aconselha em tudo. A personagem apareceu pela primeira vez em Mockingjay.
- Jason Schwartzman como Lucretius “Lucky” Flickerman: o anfitrião dos 10os Jogos Vorazes e ancestral de Caesar Flickerman, que se tornaria apresentador dos Jogos à época da trilogia original.[6]
- Peter Dinklage como Casca Highbottom: Reitor da Academia e co-criador dos Jogos Vorazes.
- Viola Davis como Dra. Volumnia Gaul: A organizadora da 10ª edição dos jogos.[7]
- Ashley Liao como Clemensia Dovecote: uma das amigas mais próximas de Coriolanus e mentora de um tributo do 11º Distrito.
- Knox Gibson como Bobbin: Um tributo do 8º Distrito.
- Mackenzie Lansing como Coral: Uma tributa do 4º Distrito.
- Aamer Husain como Felix Ravinstill: Um mentor para um tributo do 11º Distrito.
- Nick Benson como Jessup: um tributo do  12º Distrito.
- Isobel Jesper Jones como Mayfair Lipp: Lipp coloca o nome de Baird na disputa pelo décimo Jogos Vorazes.
- Lilly Cooper como Arachne Crane: Uma mentora para um tributo do 10º Distrito.
- Luna Steeples como Dill: Um tributo do 11º Distrito.
- Hiroki Berrecloth como Treech: Um tributo do 7º Distrito.

## Produção

### Desenvolvimento
Em agosto de 2017, o CEO da Lionsgate, Jon Feltheimer, expressou interesse em fazer spin-offs da Franquia Jogos Vorazes, com a intenção de formar uma sala de roteiristas para explorar o conceito.
Em junho de 2019, Joe Drake, presidente da Lionsgate Motion Picture Group, anunciou que a empresa está trabalhando com Collins em relação a uma adaptação de The Ballad of Songbirds and Snakes. Em abril de 2020, Collins e Lionsgate confirmaram que os planos estavam em andamento para o desenvolvimento do filme. Francis Lawrence foi confirmado como diretor depois de dirigir os últimos três filmes da franquia sendo eles The Hunger Games: Catching Fire (2013), The Hunger Games: Mockingjay – Part 1 (2014) e The Hunger Games: Mockingjay – Part 2 (2015). O roteiro será escrito por Michael Arndt, com Nina Jacobson e Brad Simpson como produtores. Suzanne Collins escreverá a história do projeto além de atuar como produtora executiva do filme. Em agosto de 2021, Drake afirmou que o filme estava "andando muito, muito bem" na pré-produção". Em maio de 2022, Tom Blyth foi escalado como a versão mais jovem do "Presidente Snow", com Rachel Zegler sendo escalada como Lucy Gray Baird. Em junho de 2022, Jason Schwartzman foi confirmado no filme. Em julho de 2022 foi a vez de Peter Dinklage ser confirmado no filme. Em agosto de 2022, Viola Davis foi confirmada como a antagonista do longa.

### Filmagens
As filmagens começaram na Polônia em junho de 2022.

## Marketing
Em 5 de junho de 2022, um trailer de um minuto foi lançado.

## Lançamento
O filme foi lançado nos Estados Unidos em 17 de Novembro de 2023. No Brasil, foi lançado dois dias antes, em 15 de novembro de 2023, e em Portugal, um dia antes, em 16 de novembro de 2023.

## Recepção
No site agregador de críticas Rotten Tomatoes, 64% das 232 resenhas dos críticos são positivas, com uma classificação média de 6,3/10. O consenso do site diz: "Um elenco excepcional e uma história emocionante ajudam a fazer de "The Hunger Games: The Ballad of Songbirds and Snakes" um retorno digno a Panem, apesar de um final apressado e um tanto frustrante." O Metacritic, que usa uma média ponderada, atribuiu ao filme uma pontuação de 54 em 100, baseado em 52 críticos, indicando críticas "mistas ou médias".